# Danica d'Hondt
Pour les articles homonymes, voir Dhondt.
Danica d'Hondt, née le 29 mai 1939 à Londres, est une actrice, écrivaine et femme d'affaires canadienne. Elle a été élue Miss Canada 1959. Elle est la 14e Miss Canada.

## Biographie
Danica d'Hondt est née le 29 mai 1939 à Londres, au Royaume-Uni. Sa mère est irlandaise et son père est belge. Elle est la sœur du médaillé d'or olympique Walter D'Hondt. Elle a commencé sa carrière d'actrice à l'âge de neuf ans en apparaissant avec ses camarades de classes en chantant La Marseillaise dans un film de Shepperton Studios en Angleterre. Elle a travaillé à la radio, de la télévision et sur scène au Canada, où sa famille a émigré alors qu'elle était encore à l'école. En 1958, elle est couronnée Miss Canada 1959. Elle retourne en Angleterre après avoir assisté à l'université de la Colombie-Britannique à Vancouver.
La carrière hollywoodienne de Danica s'étend dans les années 1960 à 1990, période pendant laquelle elle a joué dans des rôles secondaires dans les grands films d'Hollywood tels que La Maison de madame Adler et Les Séducteurs et a incarné des personnages récurrents dans des séries télévisées populaires de l'époque comme Des agents très spéciaux et Voyage au fond des mers en 1964. La même année, elle a refusé d'interpréter le rôle de Ginger Grant dans le sitcom américain L'Île aux naufragés et a été remplacée par l'actrice américaine Tina Louise. Un an plus tard, elle joue dans le rôle de Roxanne dans la série américaine Les Mystères de l'Ouest en 1965.
Elle a quitté Hollywood de 1966 à 1971, période pendant laquelle elle a travaillé comme metteur en scène dans la région de la baie de San Francisco, où elle a également écrit pour un magazine, produit des films éducatifs et enseigné à sa propre école, Actors' Laboratory se trouvant dans la rue Sacramento. À son retour à Hollywood, en 1971, elle a dirigé plusieurs productions scéniques très réussie, a travaillé comme écrivain et producteur dans le cinéma et la télévision, et a fait un passage en tant que journaliste.
Elle a déménagé en Californie du Nord dans les années 1990. Elle s'est occupé de plusieurs entreprises qu'elle avait dirigé avec son mari et a été active dans l'investissement immobilier.
Entre de multiples changements de carrière, Danica s'est occupé à élever ses six enfants dont America Olivo, Denise Olivo et Corinne Olivo. Elle vit actuellement avec son mari, Nello Olivo dans un vignoble dans la Sierra Foothills, où elle écrit et enseigne. Le couple possède également un grand restaurant et banquet nommé Sequoia à Placerville (Californie).

## Filmographie partielle

### Cinéma
- 1961 : Living Venus de Herschell Gordon Lewis : Peggy Brandon
- 1964 : La mariée a du chien (Wild and Wonderful) de Michael Anderson : Monique
- 1964 : La Maison de madame Adler (A House Is Not a Home) de Russell Rouse : Vicki
- 1964 : Les Séducteurs (Bedtime Story) de Ralph Levy :
- 1965 : Le Coup de l'oreiller (A Very Special Favor) de Michael Gordon : Jacqueline
- 1966 : The Unkissed Bride de Jack H. Harris : Dr. Marilyn Richards

### Télévision
- 1962 : I'm Dickens, He's Fenster : Dianne
- 1964 : Mr. Smith Goes to Washington : Diana
- 1964 : The Cara Williams Show : Constance
- 1965 : Valentine's Day : Donna
- 1965 : Voyage au fond des mers (Voyage to the Bottom of the Sea) : Lola Hale
- 1965 : Des agents très spéciaux (The Man from U.N.C.L.E.) : Lucia Nazarone
- 1965 : Les Mystères de l'Ouest (The Wild Wild West) : Roxanne
- 1966 : Tarzan : Maggie Calloway
- 1971 : A Step Out of Line : Doreen (téléfilm)

## Ouvrages
- (en) Shell Kepler et Danica D'Hondt, Make Fashion Magic, Leisure Arts, 1er janvier 1996, 128 p. (ISBN 0848715535)